# خوسيه ساردون
خوسيه أوغوستو ساردون (بالإسبانية: José Augusto Sardón)‏ (ولد في 5 فبراير 1989 في تريس لوماس بارتيدو، الأرجنتين) لاعب كرة قدم أرجنتيني يجيد اللعب في مركز الوسط المحوري وبدرجة أقل الوسط المهاجم والوسط المدافع. يلعب حاليا لصالح سترة البحريني منذ 2022.

## المسيرة الرياضية

### الأندية
في 1 يوليو 2007 انضم ساردون إلى إستوديانتيس دي لا بلاتا تحت 20 سنة الأرجنتيني في صفقة انتقال حر.
في 1 يوليو 2009 تم تصعيد ساردون إلى إستوديانتيس دي لا بلاتا الرديف.
في 31 يناير 2012 انتقل ساردون من إستوديانتيس دي لا بلاتا الرديف إلى أنقرة سبور التركي في صفقة انتقال حر. في موسمه الأول 2011-2012 وفي بطولة دوري الدرجة الرابعة ساهم في احتلال فريقه المركز الثامن في المجموعة الثالثة برصيد 12 نقطة من 16 مباراة وبالتالي فشل في التأهل إلى الدور الربع النهائي.
في موسمه الثاني والأخير 2012-2013 وفي بطولة دوري الدرجة الرابعة ساهم في تتويج فريقه بالبطولة بعدما تغلب في المباراة النهائية على غنتشلربيرليغي بركلات الترجيح. في 14 أغسطس 2013 تم فسخ العقد بين الطرفين.
في 16 سبتمبر 2014 انضم ساردون إلى ألفارادو الأرجنتيني في صفقة انتقال حر. في موسمه الأول 2014 وفي بطولة دوري الدرجة الثالثة ساهم في احتلال فريقه المركز الثامن الأخير برصيد 5 نقاط من 14 مباراة. وفي بطولة كأس الأرجنتين خرج من الجولة الأولى عندما خسر في الدور الأول من دور المناطق من يونيون دي مار دل بلاتا 0-1.
في موسمه الثاني 2015 وفي بطولة دوري الدرجة الثالثة ساهم في وصول فريقه إلى الدور الرابع عندما خسر من غيمناسيا تيرو 0-2.
في 1 مارس 2016 انتقل ساردون من ألفارادو إلى كاناديان الأورغواياني (الدرجة الثانية) في صفقة انتقال حر.
في 9 يناير 2018 انتقل ساردون من كاناديان إلى يونيفرسيتاريو دي سوكري البوليفي في صفقة انتقال حر. في موسمه الوحيد 2018 ساهم في احتلال فريقه المركز الرابع عشر الأخير برصيد 31 نقطة من 40 مباراة بفارق 4 نقاط عن منطقة الأمان وبالتالي الهبوط إلى الدرجة الثانية.
في 12 فبراير 2019 انتقل ساردون من يونيفرسيتاريو دي سوكري إلى بيرسيلا لامونغان الإندونيسي في صفقة انتقال حر. في موسمه الوحيد 2019 وفي بطولة دوري الدرجة الأولى ساهم في احتلال فريقه المركز الحادي عشر برصيد 44 نقطة من 34 مباراة بفارق 11 نقطة عن منطقة الهبوط. وفي بطولة كأس رئيس إندونيسيا ساهم في وصول فريقه إلى الدور الربع النهائي عندما خسر من مادورا يونايتد 1-2.
في 16 أبريل 2019 انتقل ساردون من بيرسيلا لامونغان إلى سيمين بادانغ الإندونيسي في صفقة انتقال حر. في موسمه الوحيد 2019-2020 وفي بطولة دوري الدرجة الثانية وبعد نهاية المباراة الأولى بخسارة فريقه قرر الاتحاد الإندونيسي لكرة القدم إلغاء البطولة بسبب انتشار جائحة كورونا.
في 1 مارس 2020 انتقل ساردون من سيمين بادانغ إلى رامبلا جونيورز الأوروغواياني في صفقة انتقال حر. في موسمه الوحيد 2020 وفي بطولة دوري الدرجة الثانية ساهم في احتلال فريقه الرابع برصيد 32 نقطة من 22 مباراة فانتقل إلى ملحق الصعود ففاز في الدور النصف النهائي على راسينغ مونتيفيديو 3-1 في مجموع المباراتين وفي النهائي خسر من أمريكا الجنوبية 3-5 في مجموع المباراتين ففشل في الصعود إلى الدرجة الممتازة.
في 19 يناير 2021 انتقل ساردون من رامبلا جونيورز إلى الصناعة العراقي في صفقة انتقال حر. في موسمه الوحيد 2020-2021 وفي بطولة دوري الدرجة الممتازة ساهم في احتلال فريقه المركز الثامن عشر برصيد 37 نقطة من 38 مباراة بفارق نقطتين عن منطقة الأمان فانتقل إلى ملحق الهبوط حيث خسر من سامراء بركلات الترجيح فهبط إلى الدرجة الثانية.
في 8 يوليو 2021 انتقل ساردون من الصناعة إلى التضامن البحريني في صفقة انتقال حر. في موسمه الوحيد 2021-2022 وفي بطولة دوري الدرجة الثانية ساهم في احتلال فريقه المركز العاشر الأخير برصيد 9 نقاط من 18 مباراة. وفي بطولة كأس ملك البحرين خرج من الجولة الأولى عندما خسر في الدوري التمهيدي من الإتفاق 0-2. وفي بطولة كأس الاتحاد البحريني فشل فريقه في التأهل إلى الدور النصف النهائي من دور المجموعات.
في 1 يوليو 2022 انتقل ساردون من التضامن إلى سترة البحريني في صفقة انتقال حر.